# Fridolin Wilhelm Volkmann

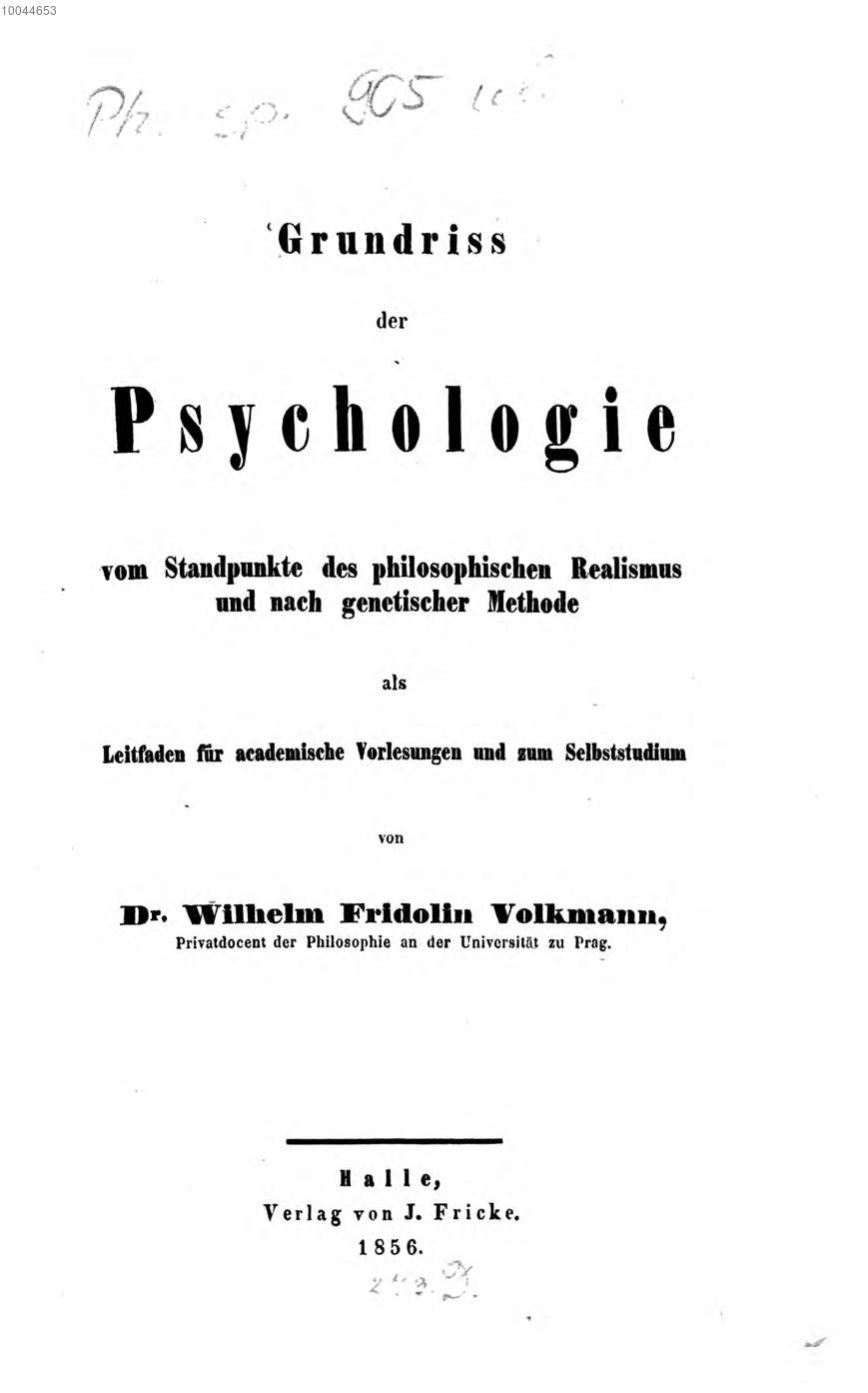
Grundriß der Psychologie, kniha od rytíře Fridolina Wilhelma Volkmanna vydaná v Halle roku 1856

Fridolin Wilhelm Volkmann rytíř z Volkmarů  (25. září 1822, Praha-Malá Strana – 13. ledna 1877, Praha-Malá Strana ) byl český filozof a psycholog.

## Život
Studoval práva a filozofii na Karlo-Ferdinandově univerzitě v Praze (1845) a v roce 1846 se stal soukromým docentem estetiky a současně suplujícím profesorem německé jazykovědy na malostranském a staroměstském gymnáziu. Na pražské univerzitě byl v roce 1856 jmenován mimořádným a 1861 řádným profesorem filozofie. Roku 1874 byl zvolen korespondujícím členem filozoficko-historické třídy císařské Akademie věd ve Vídni. Stal se také rytířem rakouského Řádu železné koruny (zval se pak také rytířem z Volkmaru).

## Dílo
- Die Lehre von den Elementen der Psychologie als Wissenschaft, 1850
- Grundrisse der Psychologie vom Standpunkte des philosophischen Realismus und nach genetischer Methode , Halle 1856 v pozdějších (doplňovaných) vyd. jako Lehrbuch der Psychologie, Köthen 1894